# Cassino
För andra betydelser, se Cassino (olika betydelser).
Cassino är en comune i provinsen Frosinone vid södra änden av regionen Lazio i Italien. Cassino är ligger vid foten av Monte Kairo nära sammanflödet av floderna Rapido och Liris. Staden är känd för det näraliggande klostret Monte Cassino men också för Slaget om Monte Cassino under andra världskriget  vilket resulterade i en i det närmaste total förstörelse av staden själv. Idag är Cassino återuppbyggt och här finns universitetet i Cassino och en Fiat-bilfabrik.

## Historia
Cassinos ursprung ligger i volskernas bosättning Casinum] vid berget Monte Kairo. Casinum kontrollerades av samniterna men koloniserades sedan av romarna 312 f.Kr. Hannibal passerade nära Casinum minst en gång under Puniska krigen. Casinum var också platsen för en villa som tillhört Varro.
Den moderna staden som uppstod på platsen för den antika staden Casinum kallades San Germano, men den 28 juli 1863 återgick stadens namn officiellt till "Cassino".
Staden blev en av skådeplatserna för hårda strider under  striderna om Monte Cassino under andra världskriget, den gamla staden förstördes nästan helt men återuppbyggdes på kort tid sydost om sitt tidigare läge.

## Vänorter
- Berlin, Tyskland, sedan 1969
- Zamość, Polen, sedan 1969
- Falaise, Frankrike, sedan 1974
- Tychy, Polen, sedan 1977
- Užice, Serbien sedan 1981
- North York, Kanada, sedan 1987
- Karlovy Vary, Tjeckien, sedan 1991
- Ortona, Italien, sedan 1991
- Casino, Australien, sedan 1997
- Cavarzere, Italien, sedan 1998
- Isla Senglea, Malta, sedan 2003
- Leno, Italien, sedan 2005
- Olinda, Brasilien, sedan 2006

## Sport
Cassinos fotbollslag spelar i italienska serie C2.

## Människor från Cassino
- Antonio Labriola, 1843-1904, filosof
- Gino Matrundola, 1940 -, tidigare kanadensisk politiker
- Vittorio Miele, 1926-1999, konstnär